# マビンロウ
マビンロウ(Mabinlang)は、雲南省の亜熱帯地域に生えるフウチョウボク科フウチョウボク属の植物で、テニスボール大の果実を付ける。成熟種子は、中国医学で用いられる。
また種子を噛むと甘味を出すため、甘味料としても用いられる。甘味の原因は、マビンリンと呼ばれる甘味タンパク質であることが分かっている。これらは、重量比でスクロースの100-400倍と非常に甘い。